# Teatro Adele Solimene

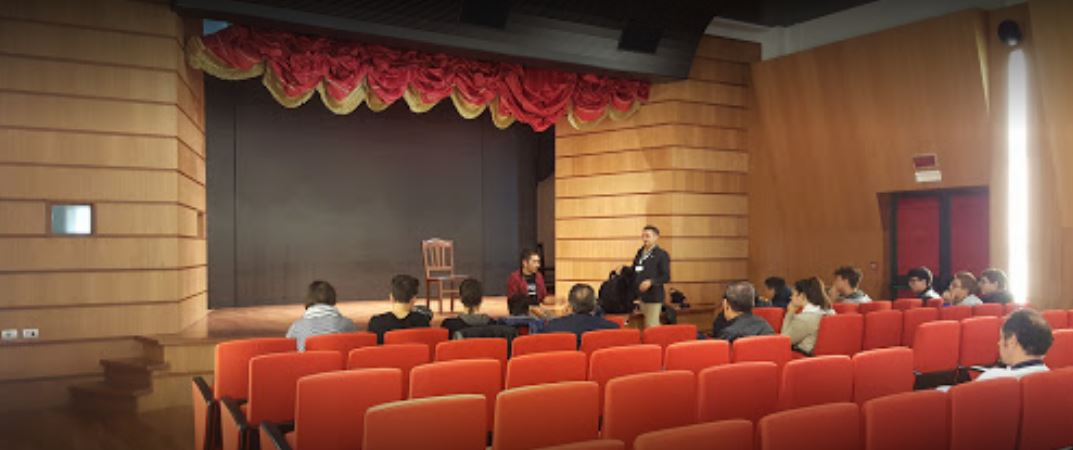
Interno del Teatro

Il teatro Solimene è un teatro sito a Montella (AV), inaugurato nel 2015 all'interno dello storico palazzo Capone.
Prende il nome da Adele Solimene, moglie dell'ultimo proprietario del palazzo che nel 1910 dispose da testamento la creazione di una fondazione a nome del marito e del figlio e donò la biblioteca familiare di oltre 30.000 volumi alla provincia di Avellino, andando a costituire il primo nucleo della biblioteca provinciale che porta il suo nome.